# 公館庄
公館庄為台灣日治時期1920年至1945年間存在之行政區，轄屬新竹州苗栗郡。即今苗栗縣公館鄉。

## 行政區劃
公館庄在臺灣日治時期行政區劃的十二廳時期原屬新竹廳苗栗一堡之公館庄、蔴薺藔庄、中小義庄、福基庄、大坑庄、出磺坑庄、石圍墻庄、五穀崗庄、鶴仔崗庄、尖山庄、南河庄、北河庄。1920年10月，上述12庄合併為「公館庄」，轄域內分為公館、麻薺寮、中小義、福基、石圍墻、出磺坑、大坑、五穀岡、鶴子岡、南河、北河、尖山等12個大字。

## 設施
- 公館役場
- 公館警察官吏派出所
- 福基警察官吏派出所
- 公館信用購買利用販賣組合
- 日本石油株式會社出礦坑礦場
- 臺灣軌道株式會社出礦坑發著所

### 學校
- 公館農業專修學校（設於公館公學校）
- 出礦坑尋常小學校（二戰後廢校）
- 公館公學校→公館國民學校（今苗栗縣公館鄉公館國民小學）
- 鶴岡公學校→鶴岡國民學校（今苗栗縣公館鄉鶴岡國民小學）
- 鶴岡公學校南河分教場→鶴岡國民學校南河分教場（今苗栗縣公館鄉南河國民小學）